# Copa Libertadores 1972
Die Copa Libertadores 1972 war die 13. Auflage des wichtigsten südamerikanischen Fußballwettbewerbs für Vereinsmannschaften. 21 Mannschaften nahmen teil. Es nahmen jeweils die Landesmeister der CONMEBOL-Länder und die Zweiten teil, beziehungsweise der Gewinner und Finalist des Pokalwettbewerbs in Bolivien, da dort noch keine nationale Meisterschaft ausgetragen wurde. Uruguay schickte nur einen Teilnehmer, da im Jahr zuvor Nacional Montevideo das Turnier gewonnen hatte und automatisch qualifiziert war. Das Turnier begann am 30. Januar und endete am 24. Mai 1972 mit dem Final-Rückspiel. Der argentinische Vertreter CA Independiente bezwang in den Finalspielen Universitario de Deportes und gewann damit zum dritten Mal diesen Wettbewerb.

## 1. Gruppenphase

### Gruppe 1
| Pl. | Verein                 | Sp. | S | U | N | Tore    | Diff. | Punkte |
| --- | ---------------------- | --- | - | - | - | ------- | ----- | ------ |
| 1.  | CA Independiente       | 6   | 4 | 2 | 0 | 013:500 | +8    | 10     |
| 2.  | Rosario Central        | 6   | 3 | 2 | 1 | 008:500 | +3    | 08     |
| 3.  | Independiente Santa Fe | 6   | 1 | 2 | 3 | 004:900 | −5    | 04     |
| 4.  | Atlético Nacional      | 6   | 0 | 2 | 4 | 003:900 | −6    | 02     |

|                        |   |                   | Hinspiel | Rückspiel |
| ---------------------- | - | ----------------- | -------- | --------- |
| Rosario Central        | - | CA Independiente  | 2:2      | 0:2       |
| Independiente Santa Fe | - | Atlético Nacional | 1:1      | 1:0       |
| Independiente Santa Fe | - | Rosario Central   | 0:0      | 0:2       |
| Atlético Nacional      | - | CA Independiente  | 1:1      | 0:2       |
| Independiente Santa Fe | - | CA Independiente  | 2:4      | 0:2       |
| Atlético Nacional      | - | Rosario Central   | 0:1      | 1:3       |

### Gruppe 2
| Pl. | Verein                  | Sp. | S | U | N | Tore    | Diff. | Punkte |
| --- | ----------------------- | --- | - | - | - | ------- | ----- | ------ |
| 1.  | Barcelona Sporting Club | 6   | 3 | 3 | 0 | 008:300 | +5    | 09     |
| 2.  | América de Quito        | 6   | 3 | 1 | 2 | 009:700 | +2    | 07     |
| 3.  | Oriente Petrolero       | 6   | 2 | 2 | 2 | 010:700 | +3    | 06     |
| 4.  | Chaco Petrolero         | 6   | 1 | 0 | 5 | 003:130 | −10   | 02     |

|                         |   |                         | Hinspiel | Rückspiel |
| ----------------------- | - | ----------------------- | -------- | --------- |
| Barcelona Sporting Club | - | América de Quito        | 2:1      | 0:0       |
| Oriente Petrolero       | - | Chaco Petrolero         | 5:0      | 0:1       |
| Chaco Petrolero         | - | Barcelona Sporting Club | 1:2      | 0:3       |
| Oriente Petrolero       | - | América de Quito        | 4:2      | 0:3       |
| Oriente Petrolero       | - | Barcelona Sporting Club | 0:0      | 1:1       |
| Chaco Petrolero         | - | América de Quito        | 1:2      | 0:1       |

### Gruppe 3
| Pl. | Verein             | Sp. | S | U | N | Tore    | Diff. | Punkte |
| --- | ------------------ | --- | - | - | - | ------- | ----- | ------ |
| 1.  | FC São Paulo       | 6   | 3 | 2 | 1 | 012:600 | +6    | 08     |
| 2.  | Club Olimpia       | 6   | 2 | 2 | 2 | 007:800 | −1    | 06     |
| 3.  | Club Cerro Porteño | 6   | 2 | 2 | 2 | 007:110 | −4    | 06     |
| 4.  | Atlético Mineiro   | 6   | 0 | 4 | 2 | 005:600 | −1    | 04     |

|                  |   |                    | Hinspiel | Rückspiel |
| ---------------- | - | ------------------ | -------- | --------- |
| Atlético Mineiro | - | FC São Paulo       | 2:2      | 0:0       |
| Club Olimpia     | - | Club Cerro Porteño | 1:1      | 3:1       |
| FC São Paulo     | - | Club Olimpia       | 3:1      | 1:0       |
| Atlético Mineiro | - | Club Cerro Porteño | 1:1      | 0:1       |
| FC São Paulo     | - | Club Cerro Porteño | 4:0      | 2:3       |
| Atlético Mineiro | - | Club Olimpia       | 0:0      | *2:2*     |

* Da Atlético Mineiro nicht spielberechtigte Spieler einsetzte, gingen die Punkte an Club Olimpia

### Gruppe 4
| Pl. | Verein                    | Sp. | S | U | N | Tore    | Diff. | Punkte |
| --- | ------------------------- | --- | - | - | - | ------- | ----- | ------ |
| 1.  | Universitario de Deportes | 6   | 3 | 2 | 1 | 009:600 | +3    | 08     |
| 2.  | CF Universidad de Chile   | 6   | 3 | 0 | 3 | 012:120 | ±0    | 06     |
| 3.  | Alianza Lima              | 6   | 2 | 2 | 2 | 010:100 | ±0    | 06     |
| 4.  | Unión San Felipe          | 6   | 1 | 2 | 3 | 005:800 | −3    | 04     |

|                           |   |                           | Hinspiel | Rückspiel |
| ------------------------- | - | ------------------------- | -------- | --------- |
| Universitario de Deportes | - | Alianza Lima              | 2:1      | 2:2       |
| Unión San Felipe          | - | CF Universidad de Chile   | 3:2      | 1:2       |
| CF Universidad de Chile   | - | Alianza Lima              | 2:3      | 4:3       |
| Unión San Felipe          | - | Alianza Lima              | 0:0      | 0:1       |
| CF Universidad de Chile   | - | Universitario de Deportes | 1:0      | 1:2       |
| Unión San Felipe          | - | Universitario de Deportes | 0:0      | 1:3       |

### Gruppe 5
| Pl. | Verein             | Sp. | S | U | N | Tore    | Diff. | Punkte |
| --- | ------------------ | --- | - | - | - | ------- | ----- | ------ |
| 1.  | Peñarol Montevideo | 4   | 4 | 0 | 0 | 012:300 | +9    | 08     |
| 2.  | Deportivo Italia   | 4   | 1 | 1 | 2 | 004:700 | −3    | 03     |
| 3.  | Carabobo FC        | 4   | 0 | 1 | 3 | 003:900 | −6    | 01     |

|                  |   |                    | Hinspiel | Rückspiel |
| ---------------- | - | ------------------ | -------- | --------- |
| Carabobo FC      | - | Deportivo Italia   | 1:1      | 0:2       |
| Deportivo Italia | - | Peñarol Montevideo | 0:1      | 1:5       |
| Carabobo FC      | - | Peñarol Montevideo | 1:2      | 1:4       |

## 2. Gruppenphase

### Gruppe 1
| Pl. | Verein                    | Sp. | S | U | N | Tore    | Diff. | Punkte |
| --- | ------------------------- | --- | - | - | - | ------- | ----- | ------ |
| 1.  | Universitario de Deportes | 4   | 1 | 2 | 1 | 009:700 | +2    | 04     |
| 2.  | Nacional Montevideo       | 4   | 1 | 2 | 1 | 007:700 | ±0    | 04     |
| 3.  | Peñarol Montevideo        | 4   | 1 | 2 | 1 | 005:700 | −2    | 04     |

|                           |   |                     | Hinspiel | Rückspiel |
| ------------------------- | - | ------------------- | -------- | --------- |
| Universitario de Deportes | - | Peñarol Montevideo  | 2:3      | 1:1       |
| Universitario de Deportes | - | Nacional Montevideo | 3:0      | 3:3       |
| Nacional Montevideo       | - | Peñarol Montevideo  | 1:1      | 3:0       |

### Gruppe 2
| Pl. | Verein                  | Sp. | S | U | N | Tore    | Diff. | Punkte |
| --- | ----------------------- | --- | - | - | - | ------- | ----- | ------ |
| 1.  | CA Independiente        | 4   | 2 | 1 | 1 | 004:200 | +2    | 05     |
| 2.  | FC São Paulo            | 4   | 1 | 2 | 1 | 002:300 | −1    | 04     |
| 3.  | Barcelona Sporting Club | 4   | 0 | 3 | 1 | 002:300 | −1    | 03     |

|                         |   |                  | Hinspiel | Rückspiel |
| ----------------------- | - | ---------------- | -------- | --------- |
| Barcelona Sporting Club | - | CA Independiente | 1:1      | 0:1       |
| Barcelona Sporting Club | - | FC São Paulo     | 0:0      | 1:1       |
| FC São Paulo            | - | CA Independiente | 1:0      | 0:2       |

## Finale

### Hinspiel
| Universitario de Deportes                    | Universitario de Deportes | CA Independiente | CA Independiente |
| -------------------------------------------- | --- | --- | ---------------- |
| Universitario de Deportes                    | \| 17. Mai 1972 in Lima (Estadio Nacional) \| \| Ergebnis: 0:0 \| \| Zuschauer: 50.000 \| \| Schiedsrichter: Armando Marques ( Brasilien) \|                                                                                              | \| 17. Mai 1972 in Lima (Estadio Nacional) \| \| Ergebnis: 0:0 \| \| Zuschauer: 50.000 \| \| Schiedsrichter: Armando Marques ( Brasilien) \| | CA Independiente |
| Universitario de Deportes                    | Humberto Horacio Ballesteros – Eleazar Soria, Fernando Cuéllar, Héctor Chumpitaz, César Luna, Rubén Techera, Carlos Carbonell (Ángel Uribe), Hernán Castañeda, Oswaldo Ramírez, Percy Rojas, Héctor Bailetti Cheftrainer: Roberto Scarone | Miguel Santoro – Eduardo Commisso, Francisco Sá, Luis Garisto, Ricardo Pavoni, José Pastoriza, Miguel Ángel Raimondo, Alejandro Semenewicz, Agustín Balbuena, Dante Mírcoli, Hugo Saggioratto (Carlos Alberto Bulla) Cheftrainer: Pedro Dellacha | CA Independiente |
| 17. Mai 1972 in Lima (Estadio Nacional)      | | |                  |
| Ergebnis: 0:0                                | | |                  |
| Zuschauer: 50.000                            | | |                  |
| Schiedsrichter: Armando Marques ( Brasilien) | | |                  |

### Rückspiel
| CA Independiente                               | CA Independiente | Universitario de Deportes | Universitario de Deportes |
| ---------------------------------------------- | --- | --- | ------------------------- |
| CA Independiente                               | \| 25. Mai 1972 in Avellaneda (La Doble Visera) \| \| Ergebnis: 2:1 (1:0) \| \| Zuschauer: 55.000 \| \| Schiedsrichter: José Favilli Neto ( Brasilien) \|                                                                                    | \| 25. Mai 1972 in Avellaneda (La Doble Visera) \| \| Ergebnis: 2:1 (1:0) \| \| Zuschauer: 55.000 \| \| Schiedsrichter: José Favilli Neto ( Brasilien) \|                                                                                                   | Universitario de Deportes |
| CA Independiente                               | Miguel Santoro – Eduardo Commisso, Francisco Sá, Luis Garisto, Ricardo Pavoni, José Pastoriza, Miguel Ángel Raimondo, Alejandro Semenewicz, Agustín Balbuena, Eduardo Maglioni, Hugo Saggioratto (Dante Mírcoli) Cheftrainer: Pedro Dellacha | Humberto Horacio Ballesteros – Eleazar Soria, Fernando Cuéllar, Héctor Chumpitaz, César Luna, Rubén Techera (Fernando Alva), Luis Cruzado, Hernán Castañeda, Juan José Muñante, Percy Rojas, Oswaldo Ramírez (Héctor Bailetti) Cheftrainer: Roberto Scarone | Universitario de Deportes |
| CA Independiente                               | 1:0 Eduardo Maglioni (6.) 2:0 Eduardo Maglioni (61.) | 2:1 Percy Rojas (79.) | Universitario de Deportes |
| 25. Mai 1972 in Avellaneda (La Doble Visera)   | | |                           |
| Ergebnis: 2:1 (1:0)                            | | |                           |
| Zuschauer: 55.000                              | | |                           |
| Schiedsrichter: José Favilli Neto ( Brasilien) | | |                           |